# Willy Vanhuylenbroeck
Willy Vanhuylenbroeck (21 juni 1956) is een voormalige Belgische langeafstandsloper, die gespecialiseerd was in de marathon. Hij werd eenmaal Belgisch kampioen in deze discipline.

## Loopbaan
In 1983 werd Vanhuylenbroeck tweede op het Belgisch kampioenschap te Gent in 2:14.14. Een jaar later verbeterde hij deze tijd op de marathon van Antwerpen en finishte in 2:14.00 op de tweede plaats. Zijn enige Belgische titel won hij in 1989 met een tijd van 2:19.10.
In Nederland was hij geen onbekende. In 1985 werd hij vierde bij de Warandeloop in Tilburg. Zijn grootste succes boekte hij in 1986 met het winnen van de marathon van Amsterdam in 2:14.46. Ook in 1987 en 1989 nam hij deel aan deze wedstrijd, maar moest beide keren genoegen nemen met de tweede plaats.
In zijn actieve tijd was Willy Vanhuylenbroeck aangesloten bij Zova.

## Titels
- Belgisch kampioen marathon - 1989

## Persoonlijke records
| Onderdeel | Prestatie | Datum           | Plaats  |
| --------- | --------- | --------------- | ------- |
| 10.000 m  | 28.40,12  | 8 augustus 1982 | Brussel |
| marathon  | 2:12.53   | 1 mei 1984      | Peer    |

## Palmares

### 5000 m
- 1982:  Kessel-Lo - 13.39,1

### 10.000 m
- 1982:  BK AC – 28.40,12
- 1989: 5e WK voor militairen in Lido di Ostia – 29.26,08

### 10 mijl
- 1987:  Antwerp 10 Miles - 47.26

### halve marathon
- 1985: 10e halve marathon van Egmond - 1:13.57
- 1988:  halve marathon van Vitry-sur-Seine - 1:03.19
- 1988: 5e City-Pier-City Loop - 1:03.36
- 1991: 6e City-Pier-City Loop - 1:03.04

### marathon
- 1983:  BK AC te Gent - 2:14.14 (te kort parcours)
- 1983:  marathon van Antwerpen - 2:14.00
- 1984:  BK AC te Peer - 2:12.53
- 1984:  marathon van Genève - 2:16.35
- 1985: 4e marathon van Wenen - 2:17.06
- 1985:  marathon van Amsterdam - 2:19.30
- 1986: 5e Westland Marathon - 2:15.58
- 1986:  marathon van Amsterdam - 2:14.46
- 1987: 15e Westland Marathon - 2:23.49
- 1987:  marathon van Amsterdam - 2:14.13
- 1988: 12e marathon van Huy - 2:15.11
- 1988:  Guldensporenmarathon - 2:18.29
- 1988:  marathon van Brussel - 2:18.54
- 1989: 8e Westland Marathon - 2:18.02
- 1989:  BK AC te Brussel - 2:19.10
- 1989:  marathon van Amsterdam - 2:14.22
- 1990: 5e marathon van Gagny - 2:17.47
- 1990: 16e EK in Split - 2:24.23
- 1990: 13e marathon van Venetië - 2:21.09
- 1991: 7e marathon van Wenen - 2:17.46
- 1993: 13e marathon van Echternach - 2:18.25

### veldlopen
- 1981: 148e WK in Madrid
- 1985: 4e Warandeloop - 28.53
- 1986: 125e WK in in Colombier - 37.57,0
- 1987: 97e WK in Warschau - 38.37
- 1989: 102e WK in Stavanger - 43.00